# 哈約克 (利維夫州)
50°8′28″N 24°23′20″E / 50.14111°N 24.38889°E
哈約克（羅馬化：Haiok），1946年之前稱爲皮德巴蒂伊夫（羅馬化：Pidbatyiv），是烏克蘭的村莊，位於該國西部利沃夫州，由利維夫州卡姆揚卡-布茲卡市鎮負責管轄，始建於1650年，面積3.2平方公里，海拔高度202米，人口105，人口密度每平方公里35人。